# 十里の渡し

十里の渡し（じゅうりのわたし）は、かつて東海道の宮宿（愛知県名古屋市熱田区）と四日市宿（三重県四日市市）を結んでいた渡し。

## 概要
1601年（慶長6年）に徳川家康の認可を受けて誕生したとされる。ただし、熱田（宮宿）も四日市もそれ以前から港が開けており、徳川家康が江戸と上方を往復する際にもこの航路を使用したことが記録されている。
宮宿と桑名宿を結ぶ七里の渡しに比べれば小規模であり、江戸初期には利用者も少なかったが、中期にかけては次第に利用者も増えていったとされる。そのため、四日市宿と利用者を奪われる形となった桑名宿との間でしばしば争いが起こった。1742年（享保2年）に桑名宿から道中奉行へ提出された願書では、公用及び諸大名の通行には七里の渡しが利用されているが、一般大衆は大部分が四日市渡（十里の渡し）を利用していると訴えている。
1872年（明治5年）に熱田と桑名の間に新東海道（前ヶ須街道）が定められると熱田と桑名を結ぶ航路は廃れたが、熱田と四日市の間の航路は若干の中断を挟みつつも愛知県側と三重県方面を結ぶ沿岸航路の一部としてその後もしばらく存続した。